# Mystery to Me
Mystery to Me è l'ottavo album del gruppo rock dei Fleetwood Mac, pubblicato nel 1973. Contiene una cover del brano For Your Love, dall'album omonimo degli The Yardbirds.

## Tracce
1. Emerald Eyes (Bob Welch)
2. Believe Me (Christine McVie)
3. Just Crazy Love (C. McVie)
4. Hypnotized (Welch)
5. Forever (Bob Weston, John McVie, Welch)
6. Keep On Going (Welch)
7. The City (Welch)
8. Miles Away (Welch)
9. Somebody (Welch)
10. The Way I Feel (C.McVie)
11. For Your Love (Graham Gouldman)
12. Why (C.McVie)

Nel testo del brano Emerald Eyes è contenuta la frase che dà il titolo all'album.

## Formazione
- Bob Welch - voce, chitarra
- Bob Weston - chitarra
- Christine McVie – tastiera, voce
- John McVie - basso
- Mick Fleetwood - batteria
- Richard Hewson - arrangiamenti orchestrali